# Črkovalnik
Črkovalnik (ali pregledovalnik pravopisa) je del programa ali program, ki preverja, ali so besede v besedilu pravilno napisane. Črkovalniki so zdaj največkrat že vgrajeni v urejevalnikih besedil.

## Delovanje
Črkovalnik tipično deluje tako, da vhodno besedilo razreže na besede in le-te poišče v slovarju, ki vsebuje seznam pravilnih besed za dani jezik. Če besede v slovarju ne najde, sklepa, da bi lahko bila napačna. V tem primeru poskusi poiskati po slovarju besede, ki bi lahko bile mišljene, in sicer tako, da upošteva tipične napake oziroma podobnost besed.
Preverjanje lahko deluje že sproti med tipkanjem besedila ali pa na zahtevo.
Slovar znanih besed nikoli ne more pokriti vseh besed, ker v jezikih po eni strani neprestano nastajajo nove, po drugi strani pa je predvsem lastnih imen, ki prihajajo iz drugih jezikov veliko preveč za kaj takega. Pretirano povečevanje slovarja v resnici lahko celo poslabša kakovost preverjanja črkovanja, ker se začne dogajati, da se zatipkane pogoste besede začnejo prekrivati z redkimi besedami (v slovenščini je tako pri besedi »želad« najbrž bolj verjetno, da je to zatipkana beseda »čelad«, kot da gre za redek samostalnik »želad«). Zato črkovalniki običajno ponujajo možnost, da uporabnik v slovar doda besede iz svojega specifičnega besedišča, ki jih splošni slovar ne pozna.
Namesto slovarja lahko črkovalniki uporabljajo tudi statistične metode (preverjajo, katere kombinacije črk so dovolj verjetne v nekem jeziku). S tem je možno pokriti tudi novo nastale besede, vendar se lahko marsikatera zatipkana beseda razglasi za pravilno, ker »zveni« dovolj pravilno.

## Zgodovina

### Angleški črkovalniki
Prvi črkovalniki so bili na velikih računalnikih v 70. letih dvajsetega stoletja. Za osebne računalnike so se najprej pojavili za sistem CP/M leta 1980, po razvoju PC leta 1981 pa še zanje. Ti prvi črkovalniki so bili samostojni programi, veliko jih je lahko delovalo tudi v ozadju urejevalnikov besedil, tako da so prestrezali določeno kombinacijo tipk in potem prebrali besede, ki so bile napisane na zaslonu in pobarvali neznane besede.
Že kmalu pa so proizvajalci urejevalnikov besedil začeli vgrajevati črkovalnike kot funkcijo urejevalnika. V zadnjem času pa se črkovalniki širijo tudi v druge programe, kot so spletni brskalniki.

### Slovenski črkovalniki
Prvi komercialni slovenski črkovalnik je bil Mspell, ki ga je napisal Miha Mazzini leta 1990. Leta 1991 je bil izdan program BesAna (besedna analiza) podjetja Amebis, ki pa bil v zasnovi namenjen bolj preverjanju slovnice in mu je leta 1992 sledil poenostavljen črkovalnik uBesAna (mikro BesAna). Nasledniki črkovalnika uBesAna so od verzije 6 vgrajeni v slovenskih verzijah urejevalnika besedil Microsoft Word.